# りそな保証
りそな保証株式会社（りそなほしょう）は、埼玉県さいたま市浦和区に本社を置く、りそなホールディングスのグループ企業。

## 概要
りそなホールディングスのグループ会社の一つで、 住宅ローン等の信用保証に関する業務を行う。首都圏保証サービス株式会社から埼銀保証株式会社、あさひ銀行保証株式会社と商号変更し、現在の社名となった。

## 沿革
- 1977年（昭和52年）7月18日 - 埼玉県浦和市常盤九丁目20番3号から、埼玉県浦和市仲町一丁目4番10号へ本店移転。
- 1987年（昭和62年）6月13日 - 埼玉県浦和市北浦和四丁目5番5号へ本店移転。
- 1990年（平成2年）10月1日 - 埼玉県浦和市常盤十丁目13番10号へ本店移転。
- 1990年（平成2年）10月1日 - 首都圏保証サービス株式会社から、埼銀保証株式会社へ商号変更。
- 1992年（平成4年）9月21日 - あさひ銀行保証株式会社へ商号変更。
- 1996年（平成8年）6月28日 - あさひ銀行クレジット株式会社を合併。
- 2004年（平成16年）4月1日 - りそな保証株式会社へ商号変更。

## 本社所在地
- さいたま市浦和区常盤10-13-10